# Pseudobagarius pseudobagarius
Pseudobagarius pseudobagarius är en fiskart som först beskrevs av Roberts, 1989.  Pseudobagarius pseudobagarius ingår i släktet Pseudobagarius och familjen Akysidae. Inga underarter finns listade i Catalogue of Life.